# Luis Gálvez Rodríguez de Arias
Luis Gálvez Rodríguez de Arias (San Fernando, 1864 — Madrid, 1935) foi um jornalista, diplomata e aventureiro espanhol (muitas vezes erroneamente apontado como boliviano) que proclamou a República do Acre em 1899. Governou a República do Acre entre 14 de julho de 1899 e 1 de janeiro de 1900 pela primeira vez, e entre 30 de janeiro e 15 de março de 1900, pela segunda e última vez.

## Biografia
Gálvez era filho de José Gálvez, auditor da Marinha da Espanha. Estudou ciências jurídicas e sociais na Universidade de Sevilha e depois trabalhou no serviço diplomático espanhol em Roma e Buenos Aires. Migrou para a América do Sul para procurar o Eldorado da Amazônia, em 1897. Em Belém do Pará foi jornalista no Correio do Pará. Em Manaus, escreveu para o jornal Commercio do Amazonas. 
Logo depois do governo boliviano celebrar um acordo de comércio e exportação de borracha, através de um Contrato de Arrendamento com um sindicato de capitalistas estrangeiro, o Bolivian Syndicate, presidido pelo filho do então presidente dos Estados Unidos, Gálvez recebe uma cópia do documento para ser traduzido para o inglês, como funcionário do Consulado boliviano em Belém.
Leva então o assunto ao conhecimento do governador Ramalho Júnior e revela seu intento de promover a independência do Acre. O Governador apoia a ideia clandestinamente, fornecendo recursos financeiros, armas, munições, provisões, um navio especialmente fretado e equipado com um canhão e uma guarnição de vinte homens.
Lidera então uma rebelião no Acre, com seringueiros e veteranos da guerra de Cuba, no dia 14 de julho de 1899, propositadamente a data do aniversário de cento e dez anos da Queda da Bastilha. Fundou a República Independente do Acre, justificando que “não podendo ser brasileiros, os seringueiros acreanos não aceitavam tornar-se bolivianos”. Implantou o governo do país, que os Estados Unidos classificaram como um país da borracha. 
Chamado Imperador do Acre, assumiu o cargo provisório de presidente, instituiu as Armas da República, a atual bandeira, organizou ministérios, criou escolas, hospitais, um exército, corpo de bombeiros, exerceu funções de juiz, emitiu selos postais e idealizou um país moderno para aquela época, com preocupações sociais, de meio ambiente e urbanísticas. Também baixou decretos e envia despachos a todos os países da Europa, além de designar representantes diplomáticos.
Um golpe de Estado em seu governo com apenas seis meses de existência o retirou do cargo, sendo substituído pelo seringalista cearense Antônio de Sousa Braga, que um mês depois devolveu o poder a Gálvez.

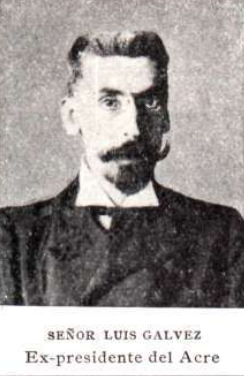
Gálvez retratado em artigo do n.º 184 da revista argentina Caras y Caretas, de 12 de abril de 1902

O Tratado de Ayacucho, assinado em 1867 entre o Brasil e a Bolívia reconhecia o Acre como possessão boliviana. Por isso, o Brasil despachou uma expedição militar composta por quatro navios de guerra e um outro conduzindo tropas de infantaria para prender Luis Galvez, destituir a República do Acre e devolver a região aos domínios da Bolívia. No dia 11 de março de 1900, Luis Gálvez rendeu-se à força-tarefa da marinha de guerra do Brasil, na sede do seringal Caquetá, às margens do rio Acre, para depois ser exilado em Recife, Pernambuco. Mais tarde foi deportado para a Europa.
Em 1902, voltou à América do Sul, desembarcando em Buenos Aires, na Argentina, onde foi retratado e entrevistado pela revista Caras y Caretas, que informou em artigo que ele havia regressado ao país natal para se recuperar do beribéri que teve durante a aventura no Acre.
Gálvez ainda retornou ao Brasil, anos depois, mas o governo do Amazonas o prendeu e o recambiou para o Forte de São Joaquim do Rio Branco, hoje estado de Roraima, de onde fugiria tempos depois. Morreu na Espanha.

## Homenagens
- Existe um rio com seu nome no Acre.

- Na entrada da Assembleia Legislativa do Estado do Acre (ALEAC) há uma estátua de Gálvez e atrás dele a bandeira do Estado Independente do Acre. Nela, está escrito “Se a Pátria não nos quer, criamos outra! Viva o Estado Independente do Acre!”, frase que foi dita por Gálvez no dia 14 de julho de 1899, durante a declaração da República do Acre perante a população que ali habitava. A frase virou um bordão e, até hoje - mais de um século depois de dita por Gálvez - a maioria dos acreanos não a conhece perfeitamente[carece de fontes?].

## Representações culturais
- Galvez - Imperador do Acre é a primeira novela folhetinesca de Márcio de Souza, lançado em 1976 e com catorze edições até 2007.
- Em 2007, a Rede Globo exibiu uma minissérie intitulada Amazônia, de Galvez a Chico Mendes, dedicada à região do estado do Acre. O ator José Wilker interpreta Luis Gálvez Rodríguez de Arias.
- O escritor espanhol Alfonso Domingo publicou em 2003 uma novela histórica cuja principal personagem é Luis Gálvez[1].